# Oberthův efekt
Oberthův efekt je poznatek, že změna rychlosti kosmické sondy pomocí raketového motoru je tím větší, čím rychleji se sonda již pohybuje. Tento efekt je dán skutečností, že palivo nesené sondou již má určitou kinetickou energii.

## Důsledky v praxi
1. při startu vícestupňové rakety je efektivnější využití paliva ve vyšších (urychlovacích) stupních. Proto je při konstrukci vícestupňových raket velmi důležitá efektivita vyšších (urychlovacích) stupňů rakety.
2. při letu kosmické sondy je efektivnější provádět změny rychlosti sondy na těch místech dráhy, kde již sonda letí vyšší rychlostí. Typicky při průletu kolem hmotného tělesa letí sonda nejvyšší rychlostí v místě maximálního přiblížení (toto plyne z Keplerových zákonů nebeské mechaniky). Využití tohoto poznatku se nazývá Oberthův manévr. Je pojmenován po Hermannu Oberthovi, významném teoretikovi kosmických letů.

Oberthův manévr není totéž co gravitační manévr. Základem Oberthova manévru je aktivní změna rychlosti sondy, zatímco při gravitačním manévru sonda pouze pasivně prolétá po vhodné dráze. Oba manévry však mohou být provedeny současně.
Velikost Oberthova efektu pro parabolickou dráhu je
{\displaystyle p={\sqrt {1+{\frac {2V_{esc}}{\Delta V}}}}}
kde
{\displaystyle {\Delta V}} je změna rychlosti rakety (Delta-v),
{\displaystyle V_{esc}} úniková rychlost v místě provedení manévru
p je koeficient, který udává, kolikrát Oberthův efekt zvýší účinek použití motoru proti jeho použití mimo gravitační působení tělesa